# Polifonte (rey de Mesenia)
Polifonte, uno de los Heraclidas, llegó a ser rey de Mesenia. Después del retorno de los heraclidas el Peloponeso fue dividido, correspondiendo Mesenia, por sorteo, a Cresfontes, que manipuló el sorteo para ganar esta región. Cresfontes fue asesinado junto con dos de sus hijos. Polifonte, que era uno de los auténticos Heraclidas, ocupó el trono. Polifonte tomó como esposa a Mérope, viuda de Cresfontes, pero fue asesinado por Épito, el tercer hijo de Cresfontes y Mérope, que regresó ya adulto, y recuperó el trono paterno.
| Predecesor: Cresfontes | Reyes de Mesenia | Sucesor: Épito |